# Анніка Ліндстедт
Анніка Ліндстедт (швед. Annica Lindstedt; нар. 13 квітня 1978) — колишня шведська тенісистка.
Найвищу одиночну позицію світового рейтингу — 401 місце досягла 17 червня 1996, парну — 139 місце — 5 січня 1998 року.
Здобула 3 одиночні та 15 парних титулів туру ITF.
Завершила кар'єру 1998 року.

## Фінали ITF
| Турніри $100,000 |
| Турніри $75,000  |
| Турніри $50,000  |
| Турніри $25,000  |
| Турніри $10,000  |

### Фінали в одиночному розряді: (3-1)
| Результат | Ранг | Дата           | Турнір          | Покриття | Суперниця           | Рахунок            |
| --------- | ---- | -------------- | --------------- | -------- | ------------------- | ------------------ |
| Перемога  | 1.   | 26 червня 1995 | Бостад, Швеція  | Ґрунт    | Клаудія Тімм        | 6–1, 6–4           |
| Перемога  | 2.   | 26 травня 1996 | Ольштин, Польща | Ґрунт    | Ева Радзіковська    | 6–3, 6–3           |
| Поразка   | 3.   | 23 червня 1997 | Бостад, Швеція  | Ґрунт    | Нора Кевеш          | 6–4, 6–7(4–7), 2–6 |
| Перемога  | 4.   | 20 липня 1997  | Торунь, Польща  | Ґрунт    | Сильвія Ринажевська | 6–1, 6–0           |

### Фінали в парному розряді (15-5)
| Результат | Ранг | Дата             | Турнір                     | Покриття   | Партнерка           | Суперниці                                 | Рахунок       |
| --------- | ---- | ---------------- | -------------------------- | ---------- | ------------------- | ----------------------------------------- | ------------- |
| Перемога  | 1.   | 3 липня 1995     | Лог'я, Фінляндія           | Ґрунт      | Софія Фінер         | Марія-Фарнес Капістрано Марія Вольфбрандт | 7–5, 6–4      |
| Перемога  | 2.   | 2 жовтня 1995    | Ноттінгем, Велика Британія | Тверде     | Софія Фінер         | Саманта Сміт Джейн Вуд                    | 7–6(7), 7–5   |
| Поразка   | 3.   | 30 жовтня 1995   | Стокгольм, Швеція          | Тверде     | Софія Фінер         | Карін Пташек Анна-Карін Свенссон          | 1–6, 3–6      |
| Поразка   | 4.   | 21 січня 1996    | Турку, Фінляндія           | Килим (i)  | Софія Фінер         | Карін Пташек Анна-Карін Свенссон          | 2–6, 4–6      |
| Поразка   | 5.   | 27 січня 1996    | Бостад, Швеція             | Тверде (i) | Софія Фінер         | Карін Пташек Анна-Карін Свенссон          | 3–6, 4–6      |
| Поразка   | 6.   | 4 лютого 1996    | Рунгстед, Данія            | Килим (i)  | Софія Фінер         | Софі Альбінус Майкен Папе                 | 6–3, 3–6, 4–6 |
| Перемога  | 7.   | 31 березня 1996  | Кан (Кальвадос), Франція   | Ґрунт (i)  | Анна-Карін Свенссон | Клер Тейлор Аманда Вейнрайт               | 6–4, 7–6      |
| Перемога  | 8.   | 7 квітня 1996    | Афіни, Греція              | Ґрунт      | Анна-Карін Свенссон | Драгана Зарич Марлен Вайнгартнер          | 6–0, 6–2      |
| Перемога  | 9.   | 30 червня 1996   | Бостад, Швеція             | Ґрунт      | Анна-Карін Свенссон | Таня Карстен Карін Балекова               | 6–2, 6–4      |
| Перемога  | 10.  | 20 жовтня 1996   | Фленсбург, Німеччина       | Килим (i)  | Анна-Карін Свенссон | Квета Пешке Магдалена Фейстель            | 6–4, 6–2      |
| Перемога  | 11.  | 26 січня 1997    | Бостад, Швеція             | Тверде (i) | Драгана Зарич       | Анна-Карін Свенссон Патті ван Аккер       | 6–7, 7–6, 6–3 |
| Перемога  | 12.  | 2 лютого 1997    | Рунгстед, Данія            | Килим (i)  | Лінда Янссон        | Кристина Поятина Драгана Зарич            | 4–6, 7–5, 6–4 |
| Перемога  | 13.  | 9 лютого 1997    | Рейк'явік, Ісландія        | Килим (i)  | Лінда Янссон        | Адрієнн Хегюдюш Нора Кевеш                | 4–6, 6–1, 6–2 |
| Перемога  | 14.  | 29 червня 1997   | Бостад, Швеція             | Ґрунт      | Анна-Карін Свенссон | Софія Фінер Лінда Янссон                  | W/O           |
| Перемога  | 15.  | 7 липня 1997     | Лог'я, Фінляндія           | Ґрунт      | Аннемарі Міккерс    | Ганна-Катрі Аалто Кірсі Лампінен          | 6–1, 6–1      |
| Поразка   | 16.  | 04 серпня 1997   | Ребек, Бельгія             | Ґрунт      | Аннемарі Міккерс    | Кім Кілсдонк Йоланда Менс                 | 3–6, 4–6      |
| Перемога  | 17.  | 11 серпня 1997   | Коксейде, Бельгія          | Ґрунт      | Аннемарі Міккерс    | Кільдін Шевальє Laetitia Sanchez          | 6–1, 7–5      |
| Перемога  | 18.  | 7 вересня 1997   | Бад-Наугайм, Німеччина     | Ґрунт      | Лусіана Масанте     | Деббі Гак Майке Каутстал                  | 6–2, 6–2      |
| Перемога  | 19.  | 14 вересня 1997  | Київ, Україна              | Ґрунт      | Кароліна Шнайдер    | Наталія Медведєва Angelina Zdorovitskaia  | 6–1, 6–2      |
| Перемога  | 20.  | 2 листопада 1997 | Стокгольм, Швеція          | Килим (i)  | Анна-Карін Свенссон | Ольга Виметалкова Яна Мацурова            | 3–6, 7–5, 6–3 |